# Pododimeria juniperi
Pododimeria juniperi är en svampart som först beskrevs av Bat. & Peres, och fick sitt nu gällande namn av Luttr. & M.E. Barr 1978. Pododimeria juniperi ingår i släktet Pododimeria och familjen Pseudoperisporiaceae.   Inga underarter finns listade i Catalogue of Life.